# Colibri à gorge bleue
Lampornis clemenciae
Espèce
Synonymes
- Ornismya clemenciae R.Lesson, 1830

Répartition géographique
- Zone de nidification
- Zone de nidification et d'hivernage

Statut de conservation UICN

 LC  : Préoccupation mineure
Statut CITES
Le Colibri à gorge bleue (Lampornis clemenciae) est une espèce de grands oiseaux-mouches nord-américains.

## Description
Le colibri à gorge bleue peut atteindre de 11,5 à 12,5 cm de long pour un poids de 6 à 10 grammes. Son plumage est de couleur vert terne sur le haut de son corps, plutôt gris sur le ventre. Il possède un trait sourcilier blanc ainsi qu'une autre bande qui continue le bec.

## Étymologie
L'ornithologue français René Lesson identifie cette espèce d'oiseaux (Lampornis clemenciae) en 1829 et lui donne le prénom de sa femme, Marie Clémence Lesson.

## Systématique
Le nom valide complet (avec auteur) de ce taxon est Lampornis clemenciae (R.Lesson, 1830).
L'espèce a été initialement classée dans le genre Ornismya sous le protonyme Ornismya clemenciae R.Lesson, 1830.
Ce taxon porte en français le nom vernaculaire ou normalisé suivant : Colibri à gorge bleue,.

### Sous-espèces
Selon GBIF (12 février 2025) :
- Lampornis clemenciae subsp. bessophilus (Oberholser, 1918)
- Lampornis clemenciae subsp. clemenciae
- Lampornis clemenciae subsp. phasmorus Oberholser, 1974